# 海軍割烹術参考書
『海軍割烹術参考書』（かいぐんかっぽうじゅつさんこうしょ）は、明治時代に旧日本海軍の舞鶴海兵団が、海軍五等主厨（調理担当の隊員）の育成を目的に編纂し、1908年（明治41年）9月1日に発行・配布した料理の教科書である。
原本は京都府舞鶴市の海上自衛隊第4術科学校が所蔵しており、2007年（平成19年）8月1日に復刻版が刊行されたほか、2020年（令和2年）2月28日には舞鶴市により『海軍四等主計兵厨業教科書』（1918年）や『海軍厨業管理教科書』（1938年）とともにウェブ上で公開された。
2016年（平成28年）4月25日には『鎮守府 横須賀・呉・佐世保・舞鶴 〜日本近代化の躍動を体感できるまち〜』を構成する文化財の一つとして日本遺産に認定された。
いわゆる「海軍カレー」のレシピを記した最古の文献でもある。

## 内容
鮨、刺身、牛肉味噌漬、玉子豆腐などの日本食、カレイライス（カレーライス）、シチュードビーフ（ビーフシチュー）、チキンライス、ハムエッグなどの洋食、コーヒー、紅茶、レモネードなどの飲料、プリンやゼリーなどのデザート、アイスクリームなどの冷菓、カステラやビスケットなどの洋菓子の材料と調理手順のほか、切り干し大根や干瓢などの作り方、様々な漬物の漬け方なども記載されており、海軍で使用されていた碇マーク入りの皿やティーカップなどの食器類、ナイフや匙などのカトラリー、挽肉機（ミンサー）やコーヒーミルなどの厨房機器の図表も記載されている。また、テーブルセッティングの例や給仕心得などにもページが割かれている。

## 復刻版
- 猪本典子、江原絢子、前田雅之『復刻 海軍割烹術参考書』イプシロン出版企画、2007年8月1日。ISBN 978-4903145242。